# 5 Lacertae
Désignations
5 Lacertae (en abrégé 5 Lac) est une étoile binaire de la constellation boréale du Lézard. Sa magnitude apparente combinée est de 4,36. D'après la mesure de sa parallaxe annuelle par le satellite Hipparcos, elle est distante d'approximativement ∼ 1 600 a.l. (∼ 491 pc) de la Terre.

## Variabilité
5 Lacertae est une variable irrégulière à longue période de faible amplitude. La photométrie acquise par le satellite Hipparcos a montré des variations de sa luminosité entre les magnitudes 4,39 et 4,56 dans le système Hipparcos, sans périodicité claire. Elle s'est vu attribuer la désignation d'étoile variable V412 Lacertae en 1999 dans une liste spéciale consacrée aux variables détectées par Hipparcos.

## Propriétés
5 Lacertae est un système binaire spectroscopique. Son spectre indique clairement la présence d'une composante chaude et d'une autre composante plus froide, reconnues même dans les premiers spectres acquis. Les types spectraux publiés dans la littérature pour la composante plus froide varient de K4 à M0, avec une classe de luminosité de géante ou de supergéante. L'étoile plus chaude est généralement classée comme une étoile peu évoluée de type B tardif ou de type A précoce, même si un programme de classification automatisé lui a attribué un type spectral B2V plus précoce.
Les variations de la vitesse radiale des raies d'absorption des deux étoiles ont été mesurées afin de déterminer l'orbite. Celle-ci présente une période inhabituellement longue de presque 42 ans. Son excentricité est importante et son axe projeté est d'environ 15 ua.